# Сагайское
Сагайское — село в Каратузском районе Красноярского края. Административный центр сельского поселения Сагайский сельсовет.
Основано в 1830 году
Население — 516 чел. (2017).

## Название
Предполагается, что название село Сагайское получило от кочевого племени сагайцев, которые разводили лошадей, овец, а позднее — и крупный рогатый скот. С XVII века сагайцы стали заниматься земледелием, что подтверждают найденные при раскопках курганов железные серпы, сошники, каменные ручные жернова для размола зерна.

## История
Основано в марте 1830 года как казённое поселение (для ссыльнопоселенцев). В 1842 году переведено в разряд деревень. В 1863 году в Сагайском отбывали ссылку участники Польского восстания, всего восемь человек. Во второй половине XIX века территория стала активно заселяться переселенцами из западных губерний России. В 1884 году была образована Сагайская волость, в которую вошли 14 селений Минусинского уезда Енисейской губернии. В 1890-х в Сагайском открылась начальная школа.
После 1905 года село Сагайское стало одним из крупных центров революционного движения наряду с селами Каратузское и Уджей. Осенью 1917 года в Сагайском был создан Совет крестьянских и солдатских депутатов.
В ноябре 1917 года вооруженный отряд есаула А. А. Сотникова начинает принудительную мобилизацию населения в казачий отряд для борьбы с Советами. Однако Совет крестьянских и солдатских депутатов принимает решение о создании отряда Красной гвардии. К июлю 1918 года власть переходит к Временному Сибирскому правительству, а местное население создает подпольные партийные организации. В ноябре 1918 года власть Временного Сибирского правительства сменилась военной диктатурой Колчака. В Сагайском были расстреляны активные сторонники советской власти. Окончательно советская власть была установлена в сентябре 1919 года с приходом партизанской армии А. Д. Кравченко и П. Е. Щетинкина. В 1919—1920 гг. прошли съезды сельских советов и были избраны волостные и сельские ревкомы.
В 1922 году Сагайская волость была переименована в Каратузскую, а волостной исполком был переведен в село Каратузское. В 1924 году Сагайский сельсовет включён в состав Каратузского района.
В 1930-х гг. в Сагайском создаются сельхозартели «Заветы Ильича» и имени Щетинкина, которые к 1938 году были преобразованы в колхозы.

## Физико-географическая характеристика
Село расположено в пределах Южно-Минусинской котловины, на реке Каратюга (правый приток Амыла), на высоте 328 метров над уровнем моря. Рельеф мелкосопочный
Расстояние до районного центра села Каратузское составляет 8 км, до ближайшего относительно крупного города Минусинск — 89 км.
Климат резко континентальный. Среднегодовая температура положительная и составляет +0,4 °С, средняя температура самого холодного месяца января — 20,7 °С, самого жаркого месяца июля + 19,4 °С. Многолетняя норма осадков — 546 мм, наибольшее количество осадков выпадает в тёплое время года (в июле — 95 мм). наименьшее в период с января по март (норма февраля — 15 мм)
Сагайское, как и весь Красноярский край, находится в часовой зоне МСК+4. Смещение применяемого времени относительно UTC составляет +7:00.

## Население
| 1859 | 1926  | 2010 | 2012 | 2013 | 2014 | 2015 |
| ---- | ----- | ---- | ---- | ---- | ---- | ---- |
| 931  | ↗2513 | ↘598 | ↘580 | ↗581 | ↘562 | ↘547 |
| 2016 | 2017  |      |      |      |      |      |
| ↘532 | ↘516  |      |      |      |      |      |

## Инфраструктура
В Сагайском работают основная общеобразовательная школа им. Героя Советского Союза Н. В. Шишкина, детский сад, дом культуры, библиотека, почта и узел связи, сельхозпредприятие «Заветы Ильича» и крестьянско-фермерское хозяйство «Войновское». Жители заняты в сельском хозяйстве, в бюджетной сфере, занимаются малым предпринимательством.

## Известные жители
- Крылов, Порфирий Никитич (1850—1931) — ботаник, флорист; член-корреспондент АН СССР.